# Cyprinodon elegans
Cyprinodon elegans là một loài cá thuộc họ Cyprinodontidae. Nó là loài đặc hữu của Hoa Kỳ, chỉ thấy ở các hồ dẫn từ suối gần Balmorhea, một thị trấn nhỏ phía tây Texas.

#### Chỉ mục
- Thể loại: Cyprinodon (Pupfish)